# 미나크시
미나크시(산스크리트어: मीनाक्षी, 타밀어: மீனாட்சி)는 마두라이의 수호신이자 파르바티의 아바타라로 간주되는 힌두 여신이다. 그녀는 시바의 한 형태인 순다레스바르의 신성한 배우자이다. 그녀는 문학에서 고대 마두라이에 기반을 둔 판디아 왕국의 공주 또는 여왕으로 언급되다 나중에 신격화되었다. 여신은 또한 아디 샹카라에 의해 스리 비드야로 칭송받는다.
그녀는 주로 타밀나두주의 마두라이에 있는 미나크시 사원에서 숭배된다. 미나크시, 카마크시 및 비살라크시는 여신 파르바티의 세 가지 샤크티 형태로 간주된다.

## 어원
미나크시는 산스크리트어로 '물고기 눈을 한'이라는 뜻이며, 미나는 '물고기'이며 아크시는 '눈'이라는 뜻이다. 그녀는 타밀어로 '물고기 눈을 가진 자'라는 뜻의 '타다다카이'라는 이름으로도 알려져 있으며, 초기 역사에서 미나크시와 같은 사나운 미혼 여신으로 언급된다. 그녀는 또한 타밀어 이름인 아르가얀카니 또는 앙가야칸나마이(아름다운 물고기 눈을 가진 어머니)로도 알려져 있다. 다른 이론에 따르면, 여신의 이름은 문자 그대로 '물고기의 지배'를 의미하는데, 이는 타밀어로 '물고기'와 '지배'를 의미한다.
이 호칭의 다양한 의미는 그녀가 원래 어부의 여신이었다는 것, 그녀의 눈이 물고기의 눈처럼 "크고 영롱하다", 또는 그녀가 물고기의 몸처럼 "길고 가느다란" 눈을 가지고 있다는 것을 포함하여 제안되었다. 또 다른 해석은 그 이름이 물고기가 결코 눈을 감지 않는다는 믿음에 근거를 두고 있다는 것이다. 또 다른 해석에 따르면 그 이름은 물고기가 새끼를 보기만 해도 먹이를 준다는 고대의 믿음에 근거한 것이다. 여신은 여기에서 신자들을 단순히 쳐다보는 것만으로 지원한다고 한다. 아디 파라샤크티(카마크시), 북쪽의 비살라크시, 및 남쪽의 미나크시의 세 가지 화신이 있다.

## 텍스트
여신에 대한 몇 가지 위대한 찬가는 유명한 닐라칸타 미크쉬타르를 포함하여 많은 성인과 학자에 의해 근대 초기에 작곡되었다. 아디 샹카라(8세기 CE)가 작곡한 스토람 미나크시 판차라트남 (미나크시의 다섯 가지 보석)은 그녀에 대한 주문이다. 미나크시는 스토람 랄리타 사하스라나마에 직접 나타나지 않지만 '바크트라라시미 파르바하 칼란 므나바오카나(라크슈미의 얼굴을 하고 얼굴의 강에 물고기 같은 눈을 가진 그녀)'라는 구절에 그녀에 대한 언급이 있다.

한 타밀 시/노래(타밀필라이)는 미나크시를 가정성과 신성의 교차점으로 묘사한다.
메텔 꽃을 든 위대한 시바는 / 우주의 안뜰을 헤매며 / 당신의 작품을 몇 번이고 파괴하고 / 그리고 나서 그가 당신 앞에 옵니다. // 절대 화를 내지 않습니다. / 매일 당신은 배를 집어들기만 하면 됩니다.

## 전설
13세기 타밀 시바파 문헌 티루빌라이야달 푸라남은 상속인을 위해 아들을 찾는 야즈나를 수행한 말라야드바자 판디아 왕과 그의 아내 칸차나말라이를 언급한다. 대신 이미 세 살이고 가슴이 세 개인 딸이 태어난다. 시바는 개입하여 부모에게 그녀를 아들처럼 대하라고 알리고 남편을 만나면 세 번째 가슴을 잃을 것이라고 말했다. 그들은 이 충고를 따른다. 소녀는 자라서 왕은 그녀를 상속인으로 선정한다. 그녀가 시바를 만났을 때 그의 말이 이루어지고 그녀는 진정한 형태의 미나크시를 취한다. 하르만에 따르면 이것은 남인도의 모계 전통과 "영적인 힘은 여성에게 달려 있다", 신은 배우자의 말을 듣고 왕국의 운명은 여성에게 달려 있다는 지역적 믿음을 반영할 수 있다. 수전 베일리에 따르면, 미낙시에 대한 경건함은 힌두교 여신 전통의 일부로, 사회적 관계의 "여성이 시스템의 핵심"인 힌두 사회와 통합되는 것이다. 그녀의 눈은 태아에게 생명을 가져다준다는 전설이 있다.

## 미나크시 사원

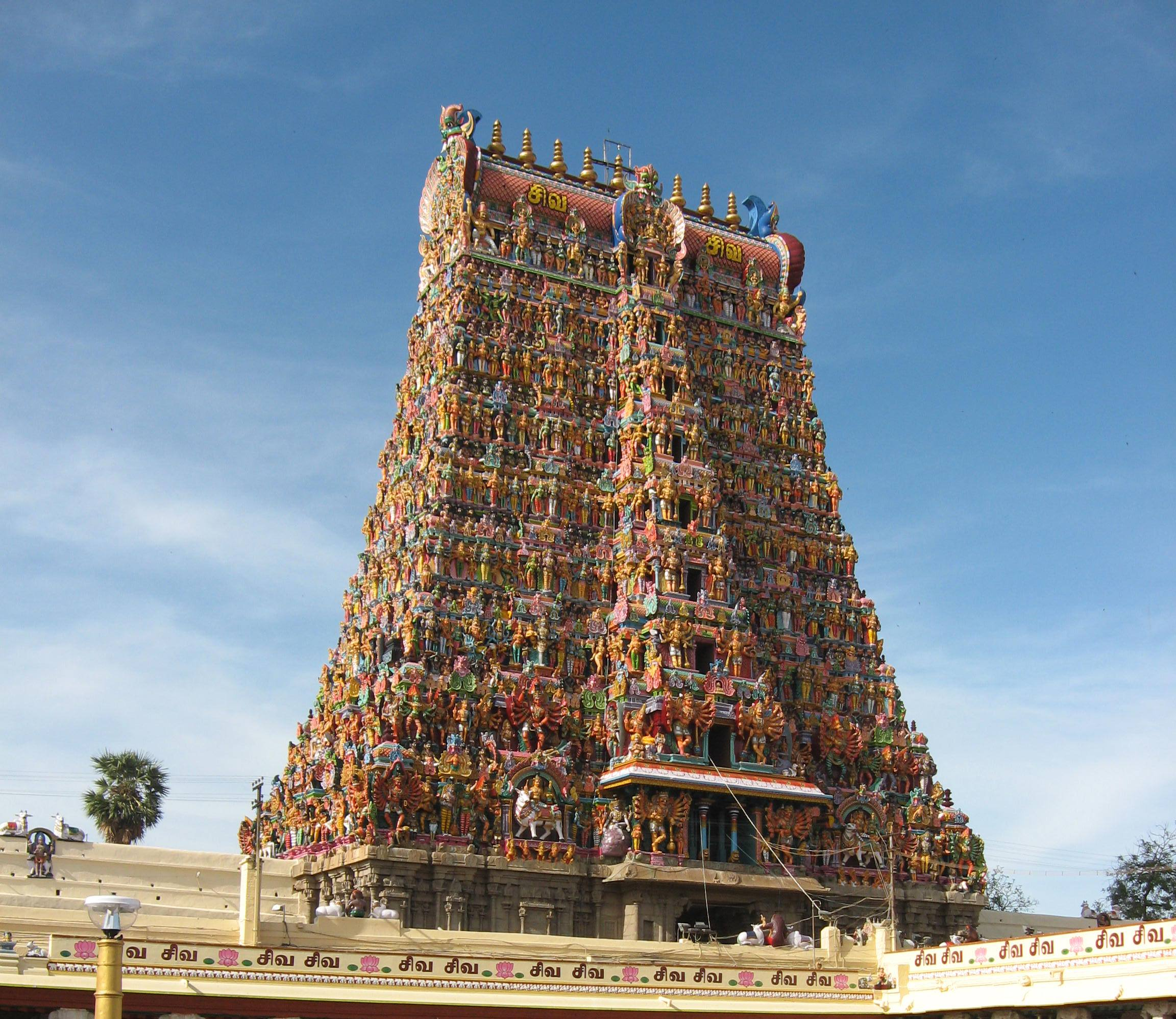
마두라이에 있는 미나크시 사원의 고푸람 중 하나

인도 타밀나두주의 마두라이에 있는 미나크시 사원은 미나크시를 주요 신으로 모신다. 미나크시 암만 또는 미나크시-순다레스바르 사원이라고도 한다. 미나크시의 사당은 미나크시의 배우자이자 시바의 한 형태인 순다레스바르의 사당 옆에 있다.
이 사원은 기원전 2000년까지 거슬러 올라가는 역사적인 기원을 가지고 있지만, 현재의 캠퍼스 구조의 대부분은 14세기 이후에 재건되었고, 17세기에 티루말라 나야카에 의해 추가적으로 수리, 개조, 확장되었다. 14세기 초, 이슬람 사령관 말리크 카푸르가 이끄는 델리 술탄국 군대가 사원을 약탈하고 귀중품을 약탈했으며, 마두라이 사원 마을을 남인도의 많은 사원 마을과 함께 파괴했다. 현재의 사원은 비자야나가라 제국의 통치자들이 중심부를 재건하고 사원을 재개관한 노력의 결과이다. 16세기에 사원 단지는 더욱 확장되고 요새화되었다. 복원된 단지에는 각각 높이가 45미터(148피트)가 넘는 14개의 고푸람(게이트 타워)이 있다. 이 단지에는 아이락칼(1,000개의 기둥 홀), 킬리쿤두만다팜, 골루만다팜, 푸두만다팜과 같은 수많은 조각된 기둥 홀이 있다. 사원들은 힌두교의 신들과 시바파 학자들에게 봉헌되어 있으며, 미나크시의 가르바그리하스와 순다레슈바르 위에 있는 비마나는 금으로 도금되어 있다.
사원은 미나크시와 시바에게 바쳐진 시바파 전통 내의 주요 순례지다. 그러나 사원에는 비슈누가 미나크시의 형제로 간주되기 때문에 많은 이야기, 조각 및 의식에 포함되어 있다. 이것은 이 사원과 마두라이를 비슈누파 텍스트에 포함된 "남마투라"로 만들었다. 대규모 사원 단지는 마두라이에서 가장 눈에 띄는 랜드마크이며 하루에 수만 명의 방문객을 끌어들인다. 이 사원은 치티라이의 타밀 월(조지아 달력으로 4~5월과 겹침, 북인도의 차이트라와 겹침) 동안 많은 축제와 라타(전차) 행렬로 기념되는 연례 10일 미나크시 티루칼야남 축제 기간 동안 백만 명이 넘는 순례자와 방문객을 끌어들인다.

### 서지
- Rajarajan, R.K.K. (2013). “* Mīnākṣī-Sundareśvara - 'Tiruviḷaiyāṭaṟ Purāṇam' in Letters, Design and Art”. New Delhi: Sharada Publishing House. 2020년 10월 12일에 원본 문서에서 보존된 문서.
- “Temple theertham”. Arulmigu Meenakshi Sundareswarar Thirukoil. 2012. 28 March 2012에 원본 문서에서 보존된 문서.  6 October 2012에 확인함.
- Campantar (2004). “Campantar Tirumurai 1” (PDF). Online: Project Madurai. 2018년 2월 5일에 원본 문서 (PDF)에서 보존된 문서.
- Campantar (2004). “Campantar Tirumurai 3” (PDF). Online: Project Madurai. 2018년 2월 5일에 원본 문서 (PDF)에서 보존된 문서.
- Thirunavukkarasar (2004), 《Appar Tirumurai 6》 (PDF), Online: Project Madurai, 2018년 2월 5일에 원본 문서 (PDF)에서 보존된 문서, 2017년 11월 25일에 확인함
- Gopal, Madan (1990).  K.S. Gautam, 편집. 《India through the ages》. Publication Division, Ministry of Information and Broadcasting, Government of India.
- Brockman, Norbert C. (2011), 《Encyclopedia of Sacred Places》, California: ABC-CLIO, LLC, ISBN 978-1-59884-655-3, 2016년 12월 23일에 원본 문서에서 보존된 문서, 2017년 11월 25일에 확인함.
- Compiled (2008), 《Symbolism In Hinduism》, Mumbai: Central Chinmaya Mission Trust, ISBN 978-81-7597-149-3.
- Cotterell, Arthur (2011), 《Asia: A Concise History》, Delhi: John Wiley & Sons(Asia) Pte. Ltd., ISBN 978-0-470-82958-5.
- Datta, Amaresh (2005), 《The Encyclopaedia Of Indian Literature (Volume Two) (Devraj To Jyoti), Volume 2》, New Delhi: Sahitya Akademi, ISBN 81-260-1194-7.
- Fuller, Christopher John (2004), 《The camphor flame: popular Hinduism and society in India》, New Jersey: Princeton University Press, ISBN 978-0-691-12048-5.
- Harman, William P. (1992), 《The sacred marriage of a Hindu goddess》, Delhi: Indiana University Press, ISBN 978-1-59884-655-3.
- King, Anthony D. (2005), 《Buildings and Society: Essays on the Social Development of the Built Environment》, Taylor & Francis e-library, ISBN 0-203-48075-9.
- Kinsley, David (1998), 《Hindu goddesses: visions of the divine feminine in the Hindu religious tradition By David Kinsley》, Delhi: The Regents of the University of California, ISBN 81-208-0394-9.
- Knott, Kim (2000), 《Hinduism: A Very Short Introduction》, Oxford: Oxford University Press, ISBN 0192853872.
- Michell, George (1995), 《Architecture and art of southern India: Vijayanagara and, Volume 1, Issue 6》, New York: Cambridge University Press, ISBN 0-521-44110-2.
- National Geographic (2008), 《Sacred Places of a Lifetime: 500 of the World's Most Peaceful and Powerful Destinations》, United States: National Geographic Society, ISBN 978-1-4262-0336-7.
- Nicholson, Louise (1997), 《National Geographic Traveler: India, 3rd Edition》, USA: National Geographic Society, ISBN 978-1-4262-0595-8.
- Pal, Pratapaditya (1988), 《Indian Sculpture, Volume 2》, Los Angeles: Museum Associates, Los Angeles County Museum of Art, ISBN 0-87587-129-1.
- Prentiss, Karen Pechilis (1999), 《The embodiment of bhakti》, New York: Oxford University Press, ISBN 0-19-512813-3.
- Ramaswamy, Vijaya (2007), 《Historical dictionary of the Tamils》, United States: Scarecrow Press, INC., ISBN 978-0-470-82958-5, 2020년 10월 12일에 원본 문서에서 보존된 문서, 2020년 10월 3일에 확인함.
- Selby, Martha Ann; Peterson, Indira Viswanathan (2008), 《Tamil geographies: cultural constructions of space and place in South India》, New York: State University of New York Press, ISBN 978-0-7914-7245-3, 2020년 10월 12일에 원본 문서에서 보존된 문서, 2020년 10월 3일에 확인함.
- Smith, David (1996), 《The Dance of Siva: Religion, Art and Poetry in South India By David》, United Kingdom: Press Syndicate of the University of Cambridge, ISBN 0-521-48234-8.
- V.K., Subramanian (2003), 《Art shrines of ancient India》, New Delhi: Abhinav Publications, ISBN 81-7017-431-7.
- D. Uma (2015), 《Festivals of Meenakshi Sundareswarar temple, Madurai a historical and cultural perspective》, Madurai Kamraj University, hdl:10603/135484
- V., Vriddhagirisan (1995), 《Nayaks of Tanjore》, New Delhi: Asian Educational Services, ISBN 81-206-0996-4.